# Hans Tausen Iskappe
Hans Tausen Iskappe är en iskalott i Grönland (Kungariket Danmark). Den ligger i den norra delen av Grönland, 2 100 km norr om huvudstaden Nuuk.